# Championnats d'Europe d'escalade 2020
Navigation
Édition précédente Édition suivante
Les Championnats d'Europe d'escalade 2020 sont la treizième édition des Championnats d'Europe d'escalade. Ils se déroulent au Complexe olympique Loujniki à Moscou du  21 novembre 2020 au 28 novembre 2020. La compétition devait initialement se dérouler en mars avant d'être reporté en juin puis novembre en raison de la pandémie de Covid-19.
La compétition est qualificative pour les Jeux olympiques de Tokyo, reprogrammés à l'été 2021, avec les deux derniers quotas (un masculin et un féminin) européens à attribuer. Plusieurs nations (Autriche, Espagne, France et Italie) ont décidé de ne pas participer à ces Championnats en raison du contexte sanitaire.

## Podiums

### Hommes
| Épreuves   | Or                    | Argent                  | Bronze                   |
| ---------- | --------------------- | ----------------------- | ------------------------ |
| Difficulté | Sascha Lehmann (SUI)  | Nicolas Collin (BEL)    | Dmitrii Fakirianov (RUS) |
| Bloc       | Jernej Kruder (SVN)   | Sergei Luzhetskii (RUS) | Nikolaï Iarilovets (RUS) |
| Vitesse    | Danyil Boldyrev (UKR) | Lev Rudatskiy (RUS)     | Marcin Dzieński (POL)    |
| Combiné    | Aleksei Rubtsov (RUS) | Sascha Lehmann (SUI)    | Sergei Luzhetskii (RUS)  |

### Femmes
| Épreuves   | Or                         | Argent                  | Bronze                     |
| ---------- | -------------------------- | ----------------------- | -------------------------- |
| Difficulté | Viktoria Mechkova (RUS)    | Eliška Adamovská (CZE)  | Molly Thompson-Smith (GBR) |
| Bloc       | Viktoria Mechkova (RUS)    | Chloé Caulier (BEL)     | Staša Gejo (SRB)           |
| Vitesse    | Ekaterina Barashchuk (RUS) | Elizaveta Ivanova (RUS) | Iuliia Kaplina (RUS)       |
| Combiné    | Viktoria Mechkova (RUS)    | Staša Gejo (SRB)        | Eliška Adamovská (CZE)     |